# Plan-de-Cuques
Plan-de-Cuques (in occitano Lou Plan dei Cuco) è un comune francese di 11 396 abitanti situato nel dipartimento delle Bocche del Rodano della regione della Provenza-Alpi-Costa Azzurra.

## Geografia
Plan-de-Cuques è situato a 10,5 km a nord-est del centro di Marsiglia. È inserita nell'area metropolitana di Aix-Marsiglia-Provenza e non presenta soluzione di continuità con il capoluogo, del quale è la naturale prosecuzione.

## Storia
Il comune fu istituito nel 1937, quando fu separato da Allauch.

### Simboli
Lo smalto verde del campo rappresenta i fertili prati del territorio comunale.
Il leone con la coda di drago è una rappresentazione di una tarasca, animale delle leggende provenzali. Il getto d'acqua che esce dalle sue fauci rappresenta il canale di Marsiglia, costruito nel 1873, che consente l'irrigazione dei campi e la ricchezza della pianura di Plan-de-Cuques.
Le altre date sono 1792: Plan-de-Cuques dipende dal Juge de paix di Marsiglia; il 1937: anno dell'autonomia del comune staccatosi da Allauch. Il capo è diviso in tre parti: lo stemma della città di Marsiglia, della Provenza e di Allauch.

## Società

### Evoluzione demografica
Abitanti censiti

## Amministrazione

### Gemellaggi
- Engelskirchen, dal 1972
- Sarnico, dal 1993
- Mevaseret Zion, dal 2011